# مسجد و مدرسه سردار
۳۶°۱۵′۵۱٫۶۲″ شمالی ۴۹°۵۹′۲۸٫۸۶″ شرقی / ۳۶٫۲۶۴۳۳۸۹°شمالی ۴۹٫۹۹۱۳۵۰۰°شرقی?

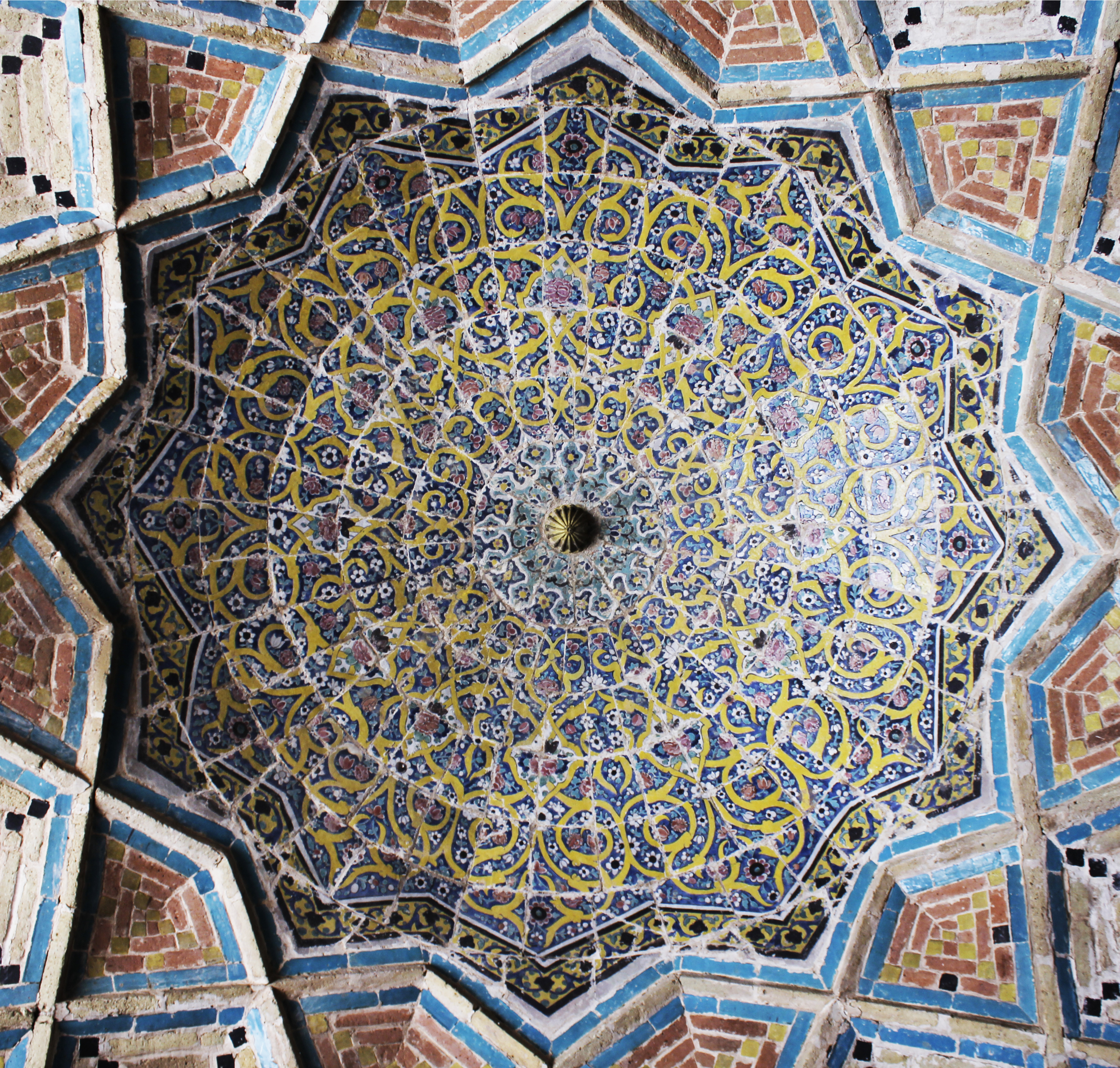
سقف هشتی مدرسه

مسجد و مدرسه سردار یکی از زیباترین مدارس علمیه شهر قزوین است که در انتهای خیابان تبریز قرار دارد. بانی این بنا دو برادر به نام‌های «حسین خان» و «حسن خان»؛ از سرداران فتحعلی شاه قاجار می‌باشند که در سال ۱۲۳۱ هجری قمری آن را در دو طبقه احداث نمودند.
درِ ورودی این بنا در سمت شمال واقع است که به هشتی وسیعی وارد می‌شود و در دو طرف آن به دو شبستان راه پیدا می‌کند. سردرِ زیبا و باشکوه مدرسه با کاشی‌کاری‌های مینایی و نقوش گل و بوته، پرندگان و خطوط اسلیمی زینت یافته و دارای کتیبه‌ای از سنگ مرمر و به خط نستعلیق ممتاز می‌باشد که به قلم شیخ محمدعلی بن شیخ عبدالرحیم بوده و در آن تاریخ و بانی بنا مشخص شده‌است.
صحن مدرسه به شکل مستطیل با ۱۴۴۰ مترمربع مساحت دارای یک ساختمان دو طبقه می‌باشد که اِزاره آن با سنگ و بقیه با آجرتراش و کاشی‌های رنگارنگ تزئین شده‌است. گرداگرد حیاط مدرسه از چهار طرف در قسمت گلویی با خط زیبای نستعلیق به رنگ سفید روی کاشی بنفش، اشعار محتشم کاشانی درج شده‌است. در وسط حیاط مدرسه حوضی سرپوشیده و در جنوب مدرسه مهتابی بزرگی است که به اندازه یک متر از کف حیاط بلندتر است و از جانب شرق و غرب هم‌اندازه مدرسه می‌باشد که در تابستان برای استراحت یا انجام مراسم تعزیه احداث شده‌است.
۳۲ باب حجره در بخش شرقی و غربی دو گوشواره که متصل به ایوان‌های کوچکی است، بنا شده به‌طوری‌که در وسط یک مدرس (محل درس) یا حجره بزرگ است و در دو طرف آن دو گوشواره باریک قرار دارد که راهروی طبقه دوم می‌باشد.
مسجد سردار در قسمت جنوبی حیاط مدرسه و متصل به مهتابی بزرگ آن واقع است و سه طاق آجری دارد. در بالای طاق میانی که بزرگ‌تر از دو طاق دیگر است، گنبد مخروطی کوچکی با کاشی فیروزه‌ای برپا شده و در بالای گنبد، سرقبه‌ای با طول بیش از ۱/۲۰ و عرض ۴۰ سانتی‌متر قرار داشته‌است.
این مجموعه یکی از شاهکارهای هنری و معماری دوره قاجاریه می‌باشد.

## نگارخانه

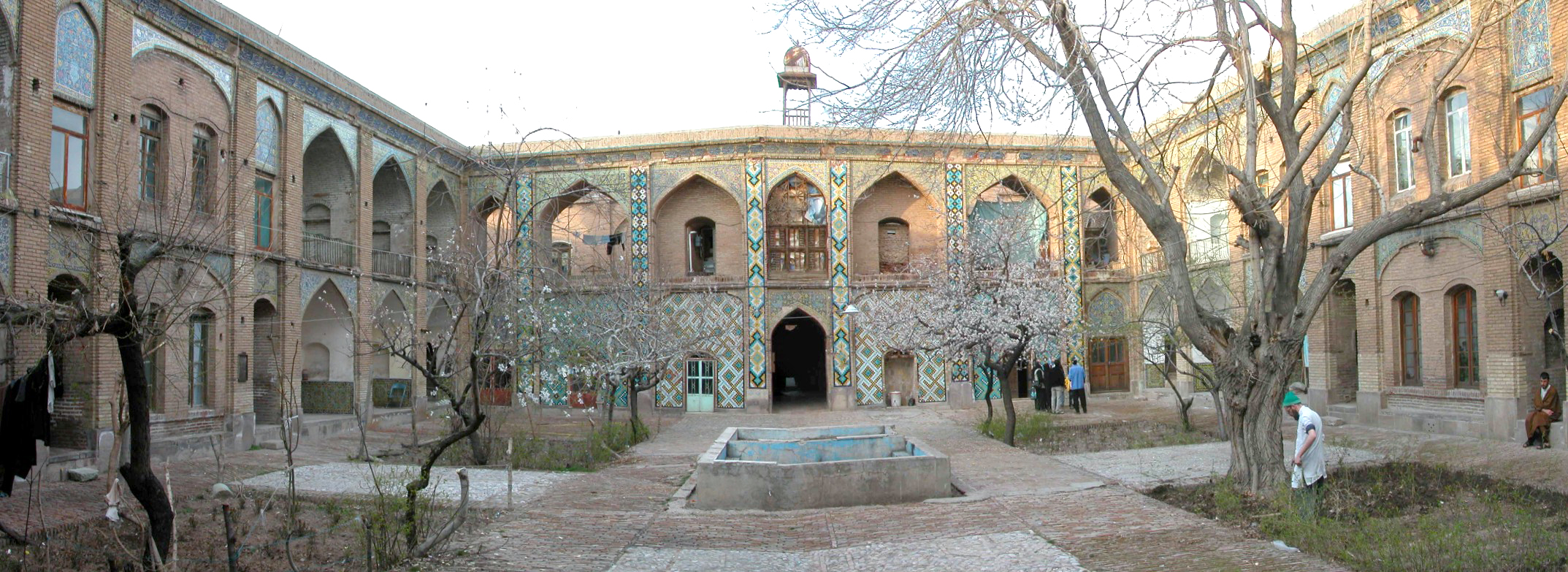
حیاط مدرسه سردار
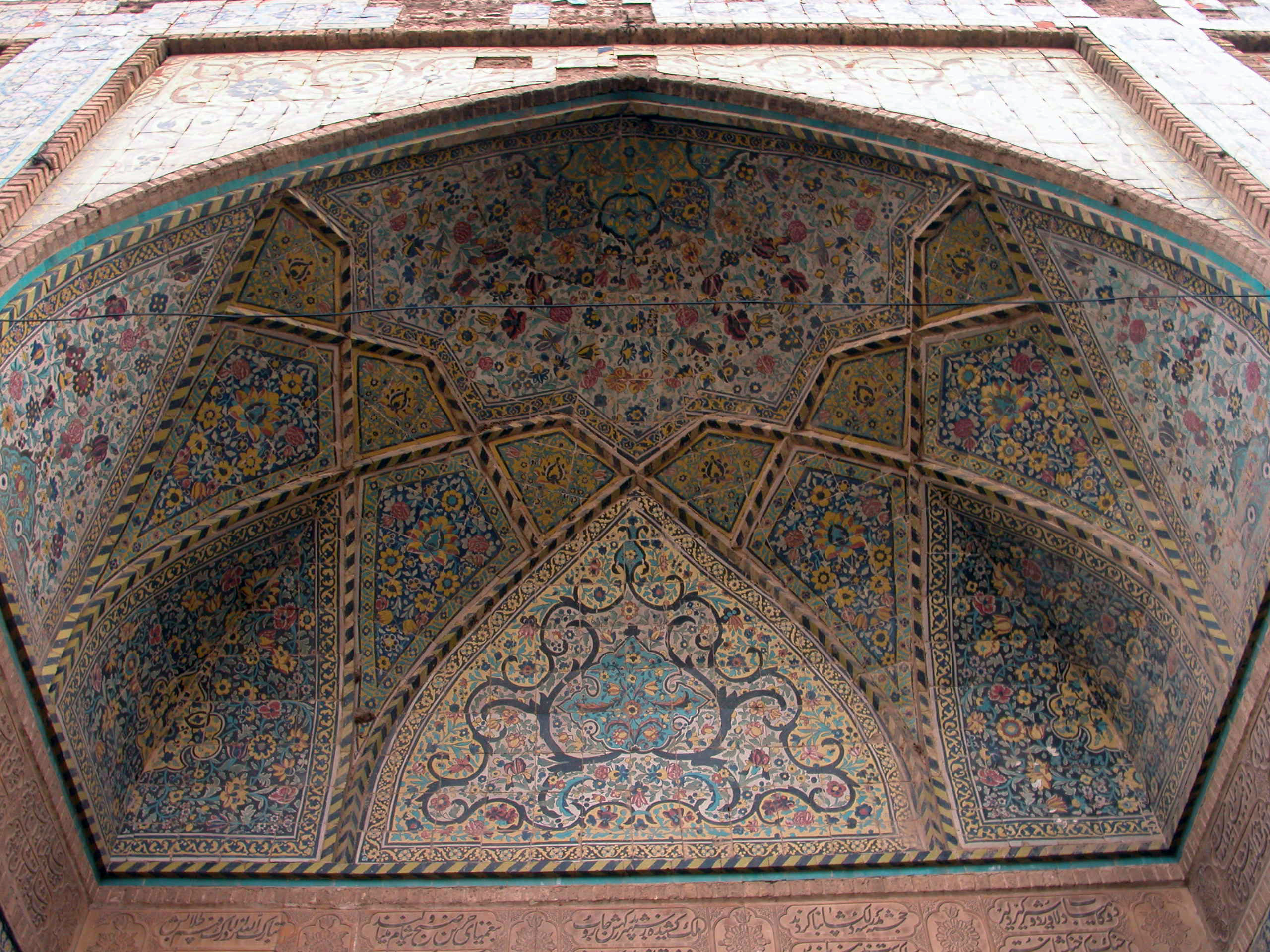
سردر ورودی مدرسه سردار
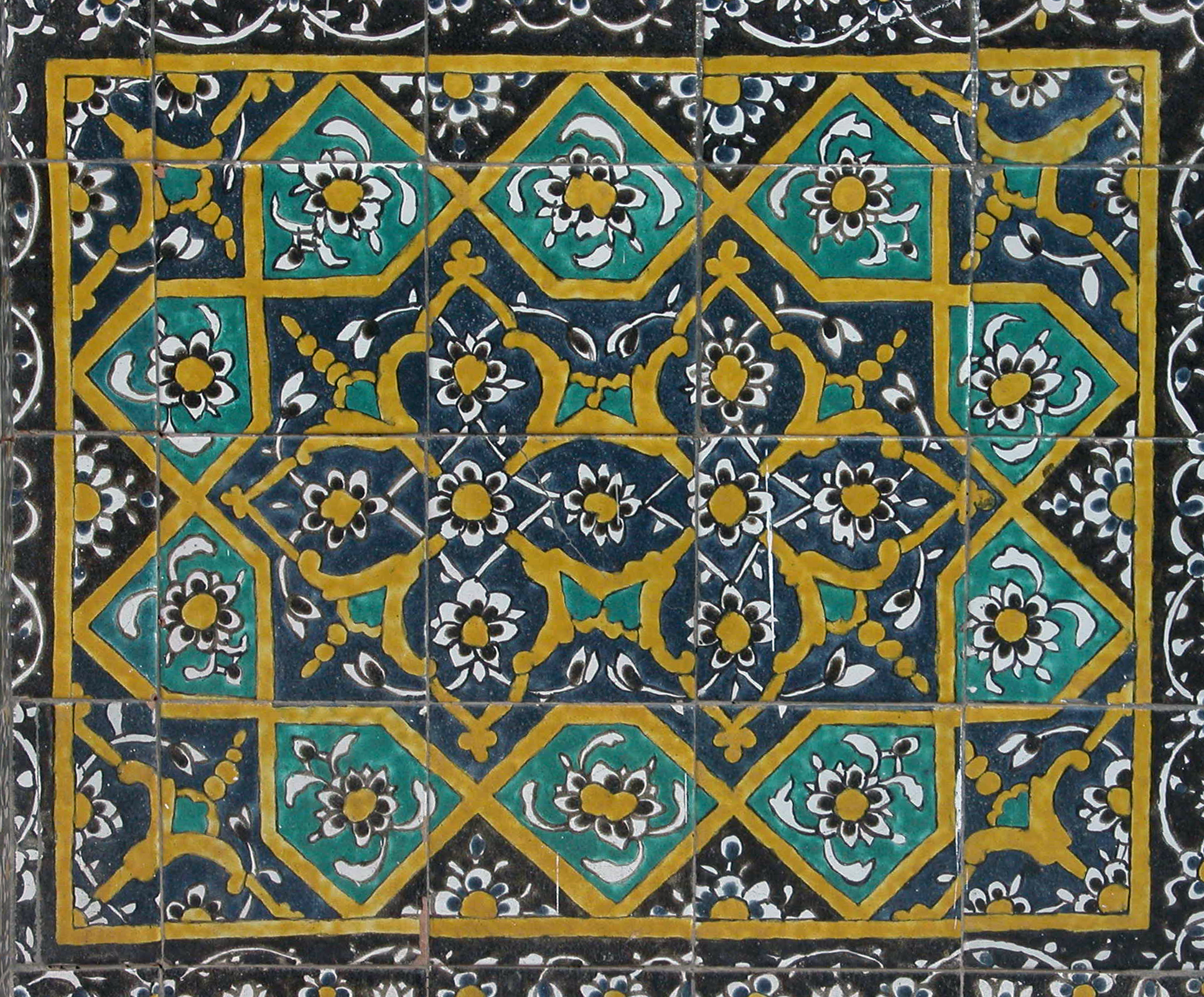
تزیینات کاشیکاری مدرسه سردار
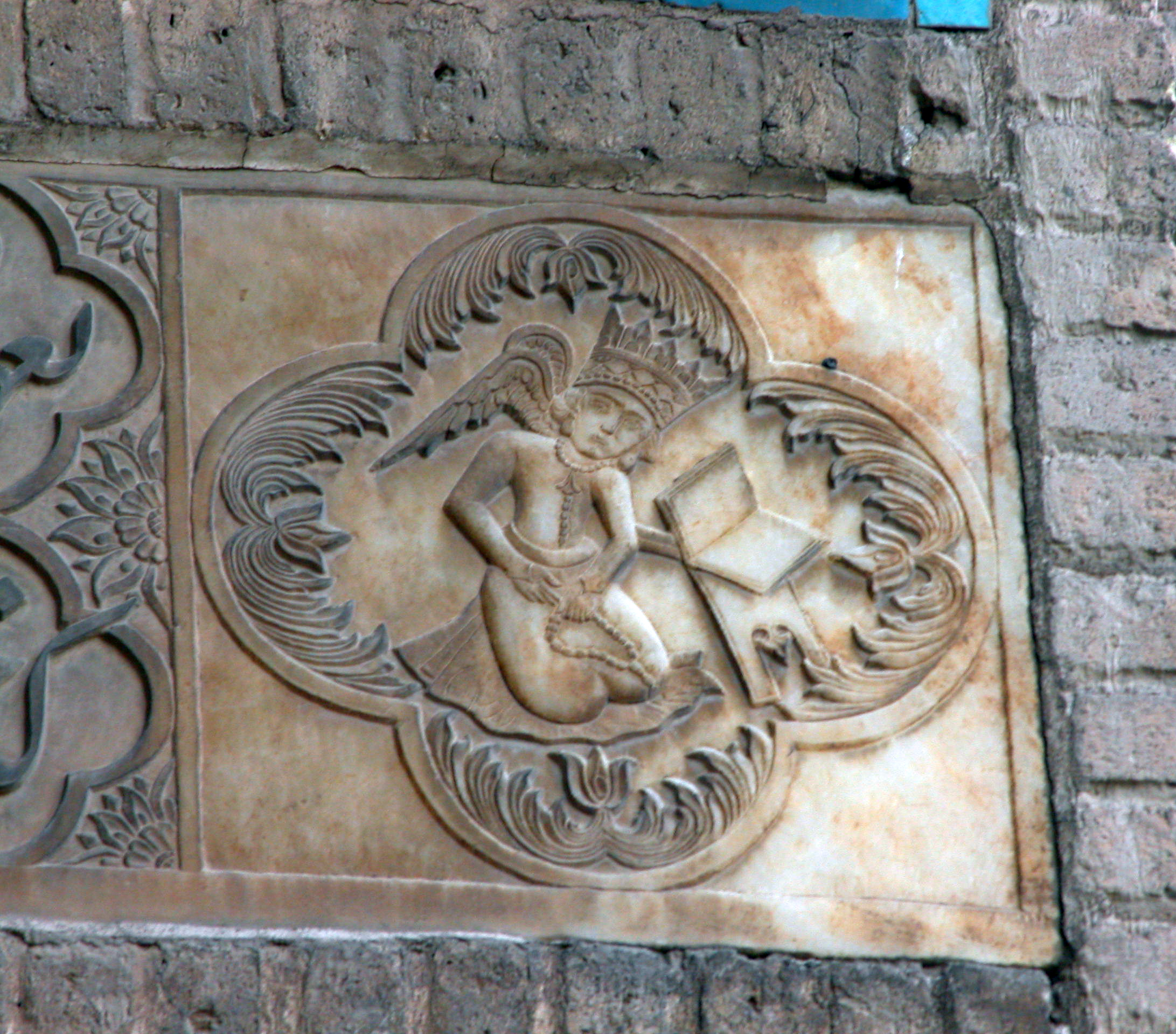
تزیینات سنگی مدرسه سردار